# Norszinhdi
Norszinhdi (ang. Narsingdi) – miasto w południowym Bangladeszu, w prowincji Dhaka. Według danych szacunkowych na rok 2007 liczy 292 838 mieszkańców. Ośrodek przemysłowy.